# Dobrava-Friedhof (Maribor)

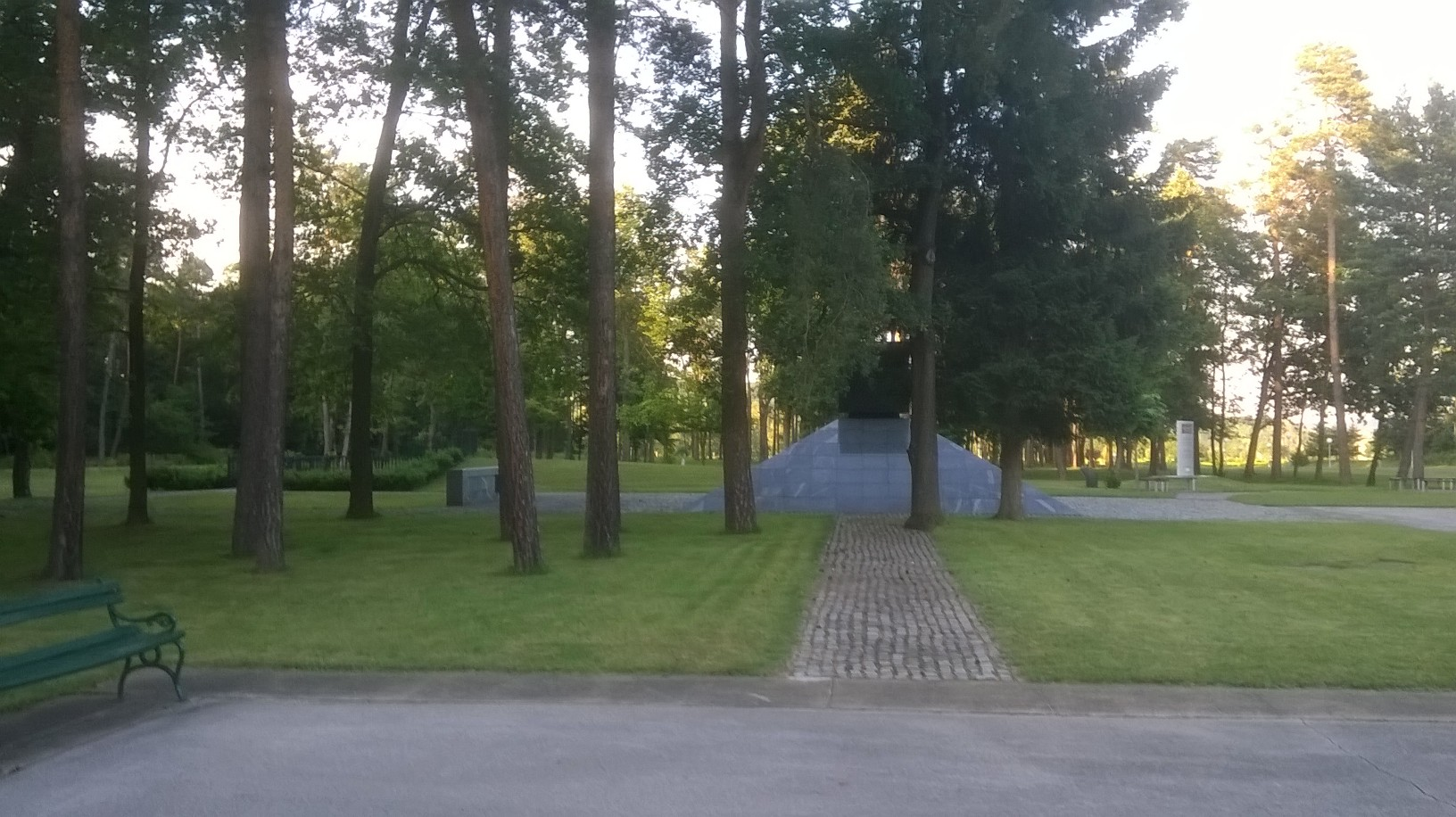
Dobrava-Friedhof, Park der Erinnerung

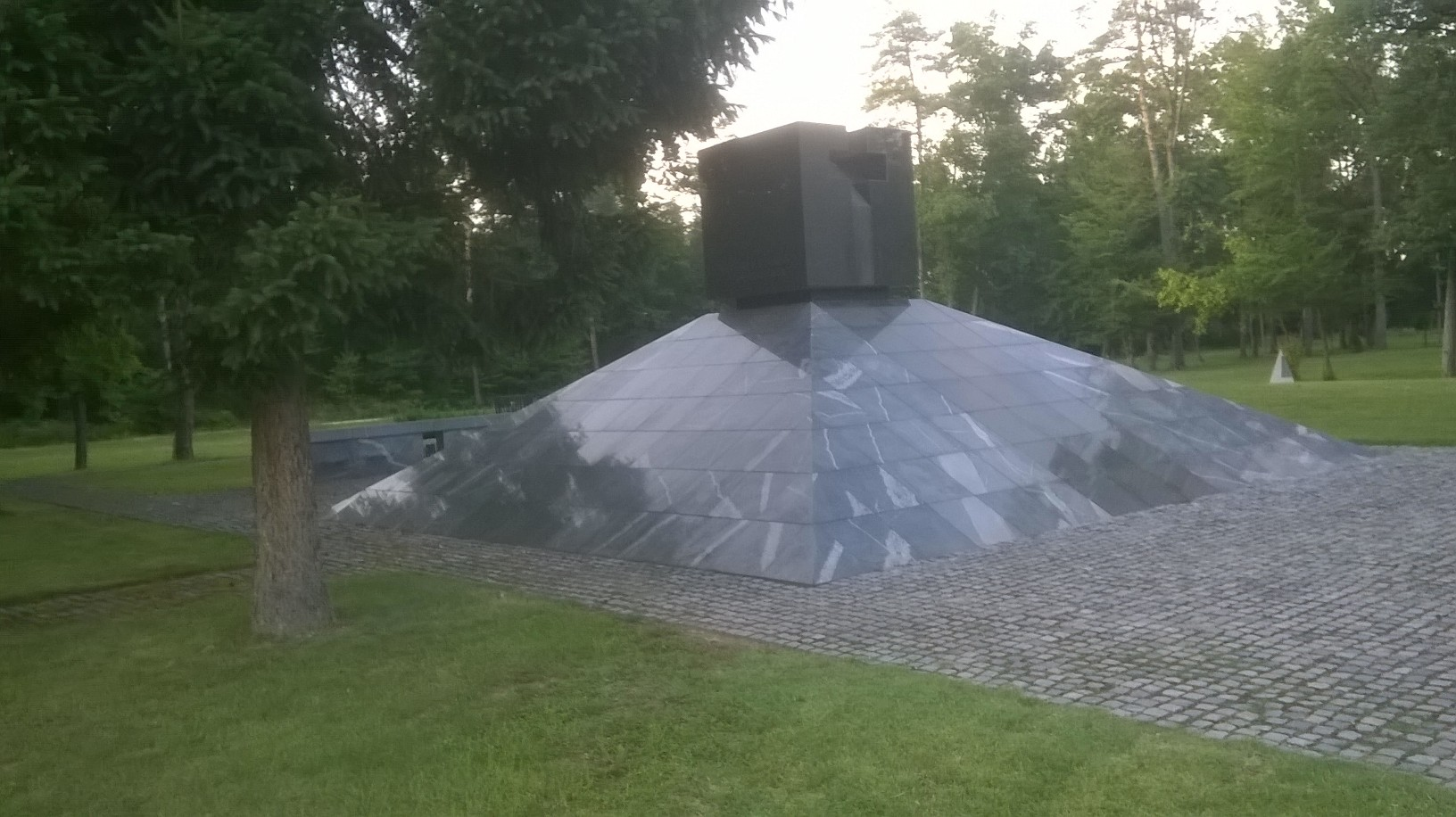
Dobrava-Friedhof, Monument im Park der Erinnerung

Der Dobrava-Friedhof (slowenisch: Pokopališče Dobrava) ist ein Friedhof im Bezirk Tezno im Süden Stadtgemeinde Maribor in Nordost-Slowenien. Er ist bekannt durch den dortigen Park der Erinnerungen (slowenisch: Park spominov), einen Gedenkpark an die Massaker in der Umgebung von Maribor nach dem Zweiten Weltkrieg.

## Geschichte
Die Geschichte des Dobrava-Friedhofs reicht bis in die Mitte des 20. Jahrhunderts zurück, als die ersten Ideen zur Schließung aller Friedhöfe der Stadtgemeinde Maribor und zum Bau eines großen Zentralfriedhofs in der Nähe des Stražun-Waldes im Südosten der Stadtgemeinde entstanden. Zwischen 1980 und 1985 nahm der Friedhof Gestalt an. Am 15. Juni 1985 nahm er seinen Betrieb auf und vier Tage später fand dort die erste Beerdigung statt.

## Beschreibung
Aufgrund der natürlichen Gegebenheiten ist der Dobrava-Friedhof in zwei charakteristische Landschaftsbereiche unterteilt: Wald bzw. Parklandschaft und Rasen auf Ackerland. Der Wald- und Parkteil des Friedhofs ist so gestaltet, dass bei der Bildung von Gräberfeldern das bereits vorhandene Wegenetz berücksichtigt wird, entlang dessen auf den vorhandenen Lichtungen Gruppen von Gräberfeldern gebildet werden können. Der Rasenteil des Friedhofs stellt die Fläche dar, die den Hauptanteil der Bestattungsfläche einnimmt, insbesondere bei der klassischen Erdbestattung. Das räumliche Organisationsmotiv ist hier eine zentrale Lichtung, die von einem kreisförmigen Weg umgeben ist.
Der Dobrava-Friedhof war ursprünglich als grüne Rasenfläche mit kleineren Gedenkstätten konzipiert, was bedeutet, dass die Grabstellen nicht mit Steinen oder anderen landschaftsgestalterischen Elementen bedeckt sind. Da der geplante Entwurf zu stark von traditionellen slowenischen Friedhöfen abwich, wurden im Laufe der Zeit geringfügige landschaftsarchitektonische Abweichungen vom ursprünglichen Entwurf zugelassen. Dennoch sind die Rasengräber und Gräberfelder, die durch Zypressen voneinander getrennt sind, die Besonderheit des Dobrava-Friedhofs.
Bereiche des Dobrava-Friedhofs
Bereiche des Dobrava-Friedhofs neben der Rasen- und Waldfläche sind:
- Abschiedsanlage und Krematorium
- Grabstätte zum Verstreuen der Asche der Toten
- Bereich muslimischer Gräber
- Friedhof für Kleintiere
- Park der Erinnerungen, der symbolisch alle Kriegsgräberstätten in der Umgebung von Maribor verbindet.

## Park der Erinnerungen
Der Dobrava-Gedenkpark befindet sich in der Nähe des Ortes, an dem die Überreste der beim Massaker von Bleiburg in Tezno hingerichteten Personen gefunden wurden. Dieses Ereignis ist auch als Tezno-Massaker bekannt und ereignete sich am Ende des Zweiten Weltkriegs.
Die Gedenkstätte besteht aus einem Denkmal und einer Gruppe von Gedenktafeln, die über einen von Bäumen und Holzbänken umgebenen Steinweg zugänglich sind. Das Hauptdenkmal ist eine Pyramide aus schwarzem Marmor, die an ihrem oberen Ende einen Würfel mit einem Kreuz in der Mitte enthält. Die Gedenktafeln in der Nähe der Pyramide erzählen in kroatischer, slowenischer, englischer und deutscher Sprache von den Ereignissen während des Bleiburg-Massakers.
Am 25. Oktober 2017 gab die slowenische Regierung bekannt, dass die Überreste von 1416 Opfern des Massakers am Barbara-Stollen in den Park der Erinnerung umgebettet worden waren.
Jedes Jahr am 15. Mai findet im Dobrava-Gedenkpark eine Gedenkfeier statt, an der die Familien der Opfer und Beamte der Regierungen Sloweniens und Kroatiens teilnehmen.